# Cisitalia
Cisitalia je nekdanje italijansko moštvo Formule 1, ki je v prvenstvu sodelovalo le na dirko za Veliko nagrado Italije v sezoni 1952, ko se edini dirkač Piero Dusio ni uspel kvalificirati na dirko. 

## Popoln pregled rezultatov
(legenda) 
| Leto | Dirkač      | Moštvo    | Šasija        | Motor     | 1   | 2   | 3   | 4   | 5  | 6   | 7   | 8       | Prv | Toč |
| ---- | ----------- | --------- | ------------- | --------- | --- | --- | --- | --- | -- | --- | --- | ------- | --- | --- |
| 1952 | Piero Dusio | Privatnik | Cisitalia D46 | Cisitalia | ŠVI | 500 | BEL | FRA | VB | NEM | NIZ | ITA DNQ | -   | 0   |